# Рељефно резбарење
Рељефно резбарење рељефно резбарење је тип дрворезбарства у којем су фигуре или обрасци урезани у равном панелу од дрвета. Исти термин се такође користи за резбарење у камену, у слоновачи и разних других материјала. Фигуре се само мало пројицирају из позадине, а не слободно стоје. У зависности од степена пројекције, рељефи се такође могу класификовати као високи или средњи рељеф. 
Рељефно резбарење може се описати као "резбарење слика у дрвету". Процес резбарења рељефа подразумева уклањање дрвета са равне дрвене плоче на такав начин да се чини да се објекат издиже из дрвета. Рељефно резбарење почиње са идејом дизајна, која се обично ставља на папир у облику главног узорка који се затим преноси на површину дрвета. Већина резбарење рељефа се врши ручним алатима и длетом, који често захтевају чекић да их вози кроз дрво. 
Како се дрво уклања са панела око објеката који су праћени на њему из обрасца, сами објекти устају из позадинског дрвета. Моделирање објеката може се одвијати чим се уклони довољно позадине и ивице објеката се скраћују на линије узорка. 
Да би се осигурала дрвена плоча, неопходан је радни сто са уређајима као што су резбарски вијци или стезаљке. Алати за резбарење долазе у широком спектру облика и величина, неки су искључиво на хобисте, али други су више за професионалне резбаре. Неки алати за резбарење се држе једном руком, док се резбарење одржава у другој. Али за већину резбарења рељефа захтева се да дрвена плоча буде осигурана тако да обје руке могу бити на алату за резбарење. 
Велики дио вјештине потребне за резбарење рељефа лежи у учењу да се ухвати и манипулише алатима како би се постигао жељени ефекат. Оштрење алата је такође неопходна вјештина за учење, а једноставни алати су озбиљна препрека ефикасном резбарењу.